# ۱۷ روباه
۱۷ روباه یک ستاره است که در صورت فلکی روباهک قرار دارد.